# Rok
Rok je doba odvozená od oběhu Země kolem Slunce trvajícího přibližně 365 a čtvrt dne. Pro potřeby kalendáře je rok zaokrouhlen na celé dny a nesoulad s přesnou dobou oběhu kolem Slunce je zpravidla řešen nestejnou délkou roků. Ve většině zemí (včetně Česka) používaný solární gregoriánský kalendář má běžně 365 dní a rozdíl dorovnává pravidelně vkládaným přestupným rokem o jeden den delším. Lunisolární kalendář navíc rok odvozuje od dvanácti kalendářních měsíců daných oběhem Měsíce kolem Země, které trvají přibližně 354 dní. Přestupný rok pak má stále 12 měsíců, ale o den více. Délka lunisolárního roku proto výrazněji kolísá. Lunární kalendáře užívají pevnou délku roku danou dvanácti oběhy Měsíce, je proto o víc než 11 dní kratší než  oběh Země kolem Slunce a jeho počátek se vůči němu (ročním období) cyklicky posouvá.

## Rok solárního kalendáře
- Běžný kalendářní rok má 365 dní, což je délka v celých dnech nejbližší délce tropického roku (365,242 19 dne), tedy době oběhu Země kolem Slunce.
- Přestupný rok je rok trvající 366 dní, tedy oproti běžnému kalendářnímu roku je delší o jeden, přestupný den. Přestupný rok slouží k vyrovnání rozdílu délky běžného kalendářního a tropického roku. Rozdíl přibližně čtvrtiny dne (0,242 19 dne) způsobí po čtyřech letech posun o přibližně jeden den a proto je přestupný každý čtvrtý rok (juliánský kalendář). Gregoriánský kalendář vyrovnává rozdíl přesněji vynecháním tří přestupných roků během každých 400 let.
- Střední juliánský rok je střední délka roku podle juliánského kalendáře. Trvá 365,25 dne (365 d 6 h). Používá se především v astronomii.
- Střední gregoriánský rok je střední délka roku podle gregoriánského kalendáře. Trvá 365,2425 dne (365 d 5 h 49 min 12 s).

## Astronomické roky
Rok daný dobou, která uběhne mezi dvěma opakováními události spojené s oběhem Země kolem Slunce.
- Siderický rok (též hvězdný rok) je doba, za kterou oběhne Země kolem Slunce vzhledem ke vzdáleným hvězdám. Trvá 365,256 363 051 dne (365 d 6 h 9 min 9 s).
- Tropický rok je doba mezi dvěma průchody Slunce jarním bodem. Trvá 365,242 192 129 dne (365 d 5 h 48 min 45,4 s). Je to také perioda se kterou se střídají roční období a jeho délka je tedy důležitá pro tvorbu kalendáře. Odlišnost od délky siderického roku je dána putováním jarního bodu způsobeným precesí zemské osy.
- Anomalistický rok je doba, která uplyne mezi dvěma průchody Země přísluním (perihéliem). Trvá 365,259 635 864 dne (365 d 6 h 13 min 53 s). Odlišnost od délky siderického roku je dána stáčením hlavní poloosy elipsy pohybu Země kolem Slunce (tzv. precesní pohyb).

## Odvozené významy
Jako „rok“ se někdy na základě podobnosti nazývají i doby oběhu jiných těles, například dalších planet Sluneční soustavy nebo i oběhu Slunce kolem středu naší galaxie (galaktický rok).